# Jonathon Riley (Militärhistoriker)

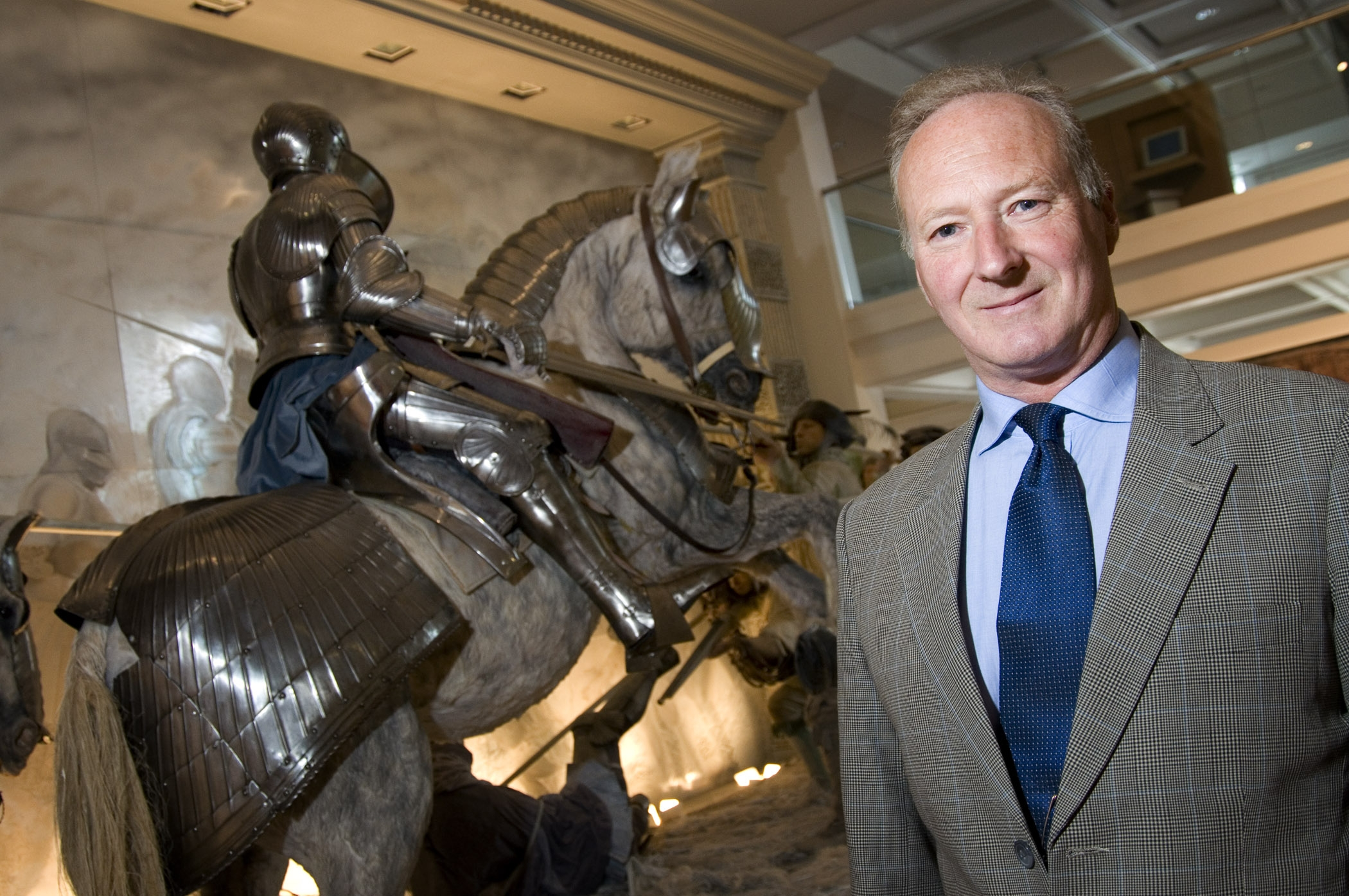
Jonathon Riley (2009)

Jonathon Riley CB, DSO (* 16. Januar 1955 in Yorkshire) ist ein Historiker und pensionierter Lieutenant-General der British Army. Er war General Officer Commanding (GOC)  der Multi-National Division (South-East) im Irak und stellvertretender Kommandeur der ISAF.

## Leben
Riley besuchte das St. Mary’s School in Beverley und die Kingston Grammar School in London. Danach studierte er Geomorphologie am University College London und Geschichte an der University of Leeds (Master). Einen Ph.D. in Modern History erwarb er an der Cranfield University. 1973 trat er in die British Army ein und diente beim Infanterieregiment Royal Welch Fusiliers. Der Offizier war im Auslandseinsatz in Bosnien, Nordirland, Sierra Leone, im Irak und in Afghanistan. 2005 war er Senior British Military Adviser beim United States Central Command. Er lehrte u. a. an der Royal Military Academy Sandhurst, der Cranfield University und am King’s College London. Riley ist Chairman des Royal Welch Fusiliers Museum und Trustee des Royal United Services Institute.

## Auszeichnungen
- Distinguished Service Order
- Legion of Merit (Offizier)
- Order of the Bath (Companion)
- NATO Meritorious Service Medal
- Honorary Fellowship der Aberystwyth University

## Schriften (Auswahl)
- History of the Queen’s, 1959–1970 (1984)
- From Pole to Pole: Life of Quintin Riley, 1905–80 (1987)
- The Monitor Mission in the Balkans (1992)
- Soldiers of the Queen: The History of the Queen’s Regiment 1966–1992 (1993)
- White Dragon: The Royal Welch Fusiliers in Bosnia (editor) (1995)
- Napoleon and the World War of 1813 (2000)
- Regimental Records of The Royal Welch Fusiliers, Vol VI 1945–1969 and Vol VII 1970–2000 (2001)
- The Life and Campaigns of General Hughie Stockwell: From Norway, Through Burma, to Suez (2007)
- Napoleon as a General: Command from the Battlefield to Grand Strategy (2007)
- That Astonishing Infantry: The History of the Royal Welch Fusiliers 1689–2006 (2008)
- Decisive Battles: From Yorktown to Operation Desert Storm (2010)
- Up to Mametz – and Beyond (editor) (2010)
- A Matter of Honour. The Life, Campaigns and Generalship of Isaac Brock (2011)
- 1812: Empire at Bay. The 6th Coalition and the Downfall of Napoleon (2013)